# 石川仲光
石川大學仲光（いしかわだいがくなかみつ、天正7年4月16日（1579年5月11日） - 没年不明）は、戦国時代から江戸時代初期にかけての出羽国の人物。名は四郎三郎ともいう。死亡年月日及び妻、法名は火災により文書が失われたため不明。武将だった陸奥石川氏の一族であり山田移住後の石川家の初代である。

## 生涯
陸奥国石川郡三芦城城主石川昭光の次男として生まれる。兄に石川義宗がいる。また、子は2代大學である。
13代理紀之助が調査した家譜によると、仲光は慶長3年（1598年）頃、叔父、叔母の佐竹義重夫人やいとこなどを頼り、陸奥国松山（現・宮城県大崎市）より出羽国秋田郡山田村（現　秋田県潟上市昭和町山田）に移住した。 しかし20歳前後の若者が土着した詳しい経緯は不明なところが多い。
そのため山田村、龍毛村、下虻川村、大久保村、槻木村などの開田や山林の養成をし、殖産に努めたという。この事は2代大學にも受け継がれた。
仲光は初め龍毛と山田の間に突き出た根笹山の中腹に屋敷を建てた。この跡は大學屋敷と言われている。だが、当時近くに人家もなく安全とはいえず、まもなく山田館の向い満中沢沢口に移住した。
仲光が持参した槍と鎖帷子は現在も代々家に伝わっている。しかし、槍は状態が悪く刃が錆びてしまっている。
甲冑は没落の際に手放したため行方は不明になっている。